# Péronnas
Péronnas är en kommun i departementet Ain i regionen Auvergne-Rhône-Alpes i östra Frankrike. Kommunen ligger  i kantonen Péronnas som ligger i arrondissementet Bourg-en-Bresse. Kommunens areal är 17,55 km². År 2022 hade Péronnas 6 437 invånare.

## Befolkningsutveckling
Antalet invånare i kommunen Péronnas
Referens: INSEE